# Iowa (pleme)
Iowa (Ioway), majhno prerijsko pleme Siouan Indijancev, skupine Chiwere, naseljeno na srednjem zahodu. V zvezni državi Iowa, ki je po njih dobila ime, ne živijo več. Vse svoje ozemlje v Iowi in Missouriju prepustijo 1824., 1830., 1836. in 1837. ZDA in odidejo leta 1836. v rezervat v Kansas, del pa 1883. tudi na Indijansko ozemlje (Oklahoma). Danes živijo v Oklahomi in v rezervatu v Kansasu in Nebraski. Vseh skupaj jih je leta 2000 bilo okoli 500.

## Ime
Ime Iowa izvira iz Siouan besede Ayuhwa, ki po Riggsu pomeni "zaspani" ali pa iz Aíyuwe "jedci kostnega mozga". Uživanje kostnega mozga je še posebej priljubljeno med starejšimi ljudmi, ki so izgubili zobe in je pogosto med Eskimi in ameriškimi domorodci. Pomembno ime, ki ga je treba omeniti, je tisto, ki so jim ga dali trgovci,  'Nez Percés'  pri Francozih, in  'Pierced Noses'  v angleškem prevodu, ki ohranja verjetno navado, nekoč razširjeno med njimi. Sami sebe imenujejo Bah-Kho-Je ali 'Prašni Nosovi' (=dusty noses), ki se pojavlja tudi v različici Pahodja, in se prevaja tudi kot siv sneg, domnevno zato, ker so bile v zimskih mesecih njihove koče prekrite s snegom, umazanim s sivim pepelom. Drugi nazivi so bili Wa-otc' (Winnebago), Pashóhan (Pawnee) in Nadouessioux Maskoutens (Algonquian ime).

## Zgodovina
Prvotno je bila kultura Iowe, kot tudi ostalih plemen Chiwere, gozdna, a z ločitvijo od plemena Winnebago so se s svojimi migracijami na jug in zahod preselili na območje prerije, kjer so postali pravi prerijski Indijanci. Iowe so se naselili na območju zahodne Iowe vzhodno od plemen Pawnee, Omaha in Otoe ter severno od plemena Missouria. Na preriji niso ostali dolgo in so bili že v prvi polovici 19. stoletja prisiljeni v rezervate v Kansasu in Nebraski.

## Etnografija
Iowe spadajo v prerijsko kulturno območje, vendar je za nekatere prerijske plemena nenavadno, da so se ukvarjali tudi z agrikulturo. Gojili so koruzo in v tem času živeli v polpodzemnih zemeljskih bivališčih, medtem ko so med sezonskim lovom na bizone ali vojnimi pohodi s seboj nosili usnjene šotore tipije. Nekateri simboli prerijske kulture, kot je pramen skalpa, okrašen z jelenjo dlako, ki so ga imeli Indijanci Kansa in Osage so poznali tudi Iowe.
Njihova organizacija je bila po klanih, znotraj katerih je bila prepovedana poroka. V Morganovem času jih je bilo 8:
1. Me-je’-ra-ja (Volk; Wolf). 2. Too-num’-pe (Medved; Bear). 3. Ah’ro-wha (Bizona; Cow, Buffalo). 4. Ho’-dash (Severni jelen; Elk). 5. Cheh’-he-ta (Orel; Eagle), 6. Lu’-chih (Golob; Pigeon). 7. Waa keeh’; (Kača; Snake). 8. Ma’-kotch (Sova; Owl.)
Hodge pravi, da je krožno vas Iowe sestavljala dve polovici, dve neimenovani fratriji s skupno 9 rodovi:
- 1) fratrija: 1. Tunanpin, Črni medved; 2. Michirache, Volk; 3. Cheghita, Orel in Bitje groma; 4. Khotachi, Los

- 2) fratrija: 5. Pakhtha, Bober; 6. Ruche, Golob; 7. Arukhwa, Bizon; 8. Wakan, Kača; 9. Mankoke, Sova.

Indijanci Oto in Missouri imajo iste klane kot Iowe.

## Iowa danes
Indijanci  'Iowa Tribe of Oklahoma'  so danes neodvisen narod z lastno ustavo, zakoni in upravnimi organi, ki skrbijo za vse plemenske zadeve in pravice, ki jim pripadajo.
Današnje drugo pleme Iowe  'Iowa Tribe of Kansas and Nebraska'  (glej) danes živi v rezervatu Iowa v okrožju Brown v severovzhodnem Kansasu in jugovzhodni Nebraski v okrožju Richardson, leta 1995 pa jih je bilo po popisu 2.147.
- Slike Iowa plemena
- Indijanci iz Iowe
- Vojna puška, pleme Iowa.
- Bojevnik iz Iowe Tahrohon
- Susan La Flesche Picotte (1865–1915), prva ameriška Indijanka, ki je postala zdravnica.